# 469
Năm 469 là một năm trong lịch Julius.